# Petr Bakalář
Petr Bakalář (* 27. ledna 1970, Praha) je český publicista a psycholog. Kromě toho je šachista, mistr FIDE od roku 1990. Jeho otcem byl psycholog Eduard Bakalář.

## Podnikatel a publicista
Vystudoval psychologii. Je podnikatel a jako psycholog nepůsobí, psychologickým otázkám se věnuje jen ve své publikační činnosti. Do povědomí veřejnosti se dostal především knihami Tabu v sociálních vědách a Psychologie Romů.

## Kritika a recepce
Některé jeho publikace vzbudily kontroverzi a mediální pozornost, zejména kvůli jeho pojetí lidských ras a eugeniky. Byl kritizován mj. zainteresovanými sdruženími, jako je pražská židovská komunita. Publikace byly dokonce srovnávány s Hitlerovým dílem Mein Kampf – např. v článku Českého rozhlasu nebo tiskovou agenturou Jewish Telegraph Agency. Česká židovská komunita jednu Bakalářovu knihu popisuje jako „útok na lidská práva a toleranci menšin“. V časopise Českého Helsinského výboru je vyjádřen názor, že Bakalářova práce je ukázkou rasistické ideologie. Vědecká povaha Bakalářovy práce je zpochybňována, například pražskou židovskou komunitou („pseudovědecký spisek, jehož metoda spočívá především v tom, že si - podobně jako jeho američtí mentoři, např. MacDonald - z odborné literatury vybírá pouze ta fakta, která se mu hodí, a nezřídka je vytrhává s kontextu"). Petr Bakalář odpověděl na tuto kritiku poukazem na to, že existují lidé, kteří trpí „osvětimským komplexem“ a na každou zmínku pojmů eugenika, Romové či Žid reagují „takovým asociativním řetězcem Hitler – koncentrační tábor – genocida“. K obvinění z rasismu se vyjádřil v tom smyslu, že „rasismus není a nemůže být, když na základě faktů dospěji k závěru, že jednotlivé populační skupiny jsou v různé míře nadány.“